# Barfüßerkloster Osnabrück

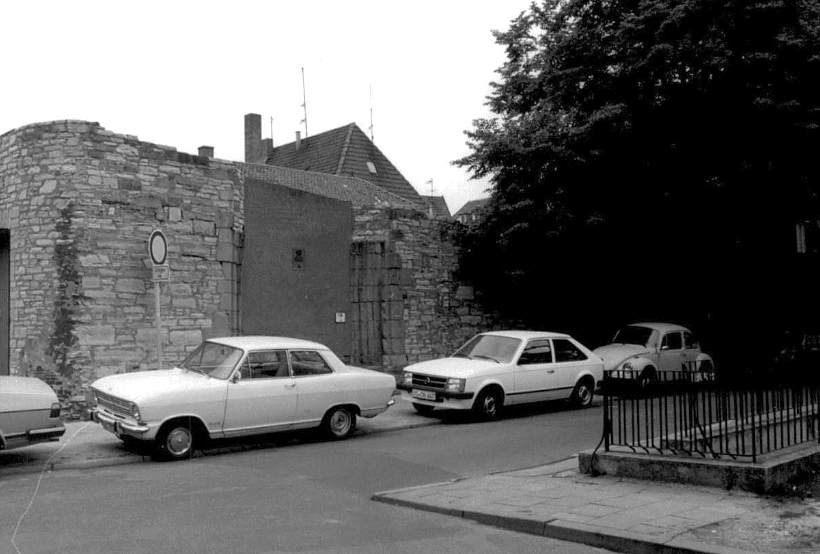
Umfassungsmauer als letzter baulicher Rest des Barfüßerklosters Osnabrück, 1981

Das Barfüßerkloster Osnabrück war ein Kloster der Franziskaner, eines Barfüßer- und Bettelordens, in der Stadt Osnabrück in Niedersachsen. Nach der Auflösung des Klosters im 16. Jahrhundert wurden die Klostergebäude im 17. Jahrhundert abgerissen. Ein Teil der Umfassungsmauer ist erhalten geblieben und steht unter Denkmalschutz.

## Beschreibung

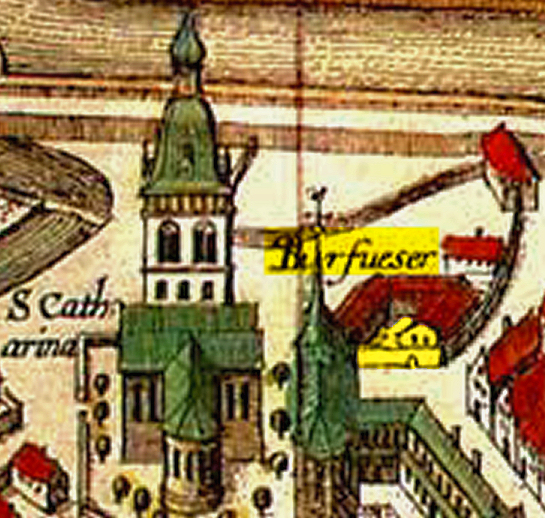
Das Kloster (nachträglich gelb koloriert) neben der St. Katharinen-Kirche, 1633

Das Barfüßerkloster lag am südlichen Rand der Altstadt in unmittelbarer Nähe zur St.-Katharinen-Kirche. Die Klostergebäude entstanden im 13. und 14. Jahrhundert. Während der Reformation im 16. Jahrhundert wurde das Kloster aufgelöst. Nachdem die Mönche unter Zusicherung einer lebenslangen Rente die Stadt verlassen hatten, wurde in dem frei gewordenen Kloster um 1543 die evangelische Ratsschule eingerichtet, die als Vorstufe des Ratsgymnasiums Osnabrück gilt. Vor dem Hintergrund der Gegenreformation wurde die Schule 1548 wieder geschlossen. Von 1628 bis 1634 wurde der Gebäudebestand von Franziskaneroberservanten genutzt.
1681 kam es zum Abriss der Klostergebäude einschließlich der Kirche. Stehen blieb ein Stück der südlichen Umfassungsmauer aus Bruchstein, die heute unter Denkmalschutz steht. In ihr befindet sich ein Teil eines gotischen Portals, das mit reich profiliertem Gewände versehen ist. Im Laufe der Zeit wurden Teile des Klostergrundstücks wieder überbaut. Als im Jahr 2023 diese Bebauung abgerissen wurde, traten die Grundmauern des Barfüßerklosters zutage. Nach einer Dokumentation der Überreste wird darüber ein Wohn- und Geschäftshaus erbaut, in das die denkmalgeschützte Umfassungsmauer integriert werden soll.